# Петра Кронбергер
Петра Кронбергер (21. фебруар 1969) је бивша аустријска алпска скијашица. Трострука је победница у укупном поретку Светског купа, двострука олимпијска шампионка и светска шампионка.

## Младост
Почела је да скија када је имала три године, неколико година касније победила је по први пут. На аустријском првенству у конкуренцији јуниора 1982. побеђује у велеслалому и комбинацији а исте године осваја и Трофеј Тополино.
У сениорску репрезентацију је уврштена 1984. за такмичења у Европа купу. Током сезоне 1985/86. најбољи пласман јој је било шесто место у супервелеслалому, док је следеће сезоне освојила једно пето и једно седмо место у истој дисциплини. Први велики успех остварује на Светском јуниорском првенству 1987. освајањем другог места у велеслалому.

## Почетак каријере
По први пут у Светском купу такмичила се 26. новембра 1987. у слалому у Сестријереу. Две недеље касније у спусту у Лојкербаду била је 15. и по први пут је освојила бодове у Светском купу. На подијуму се први нашла 14. јануара 1988. у Циналу, када је освојила треће место у спусту.
Добри резултати које је постизала током ове сезоне помогли су јој да се квалификује на Зимске олимпијске игре 1988. у Калгарију. Тамо је била шеста у спусту, као најбоље пласирана Аустријанка, једанаеста у комбинацији и четрнаеста у велеслалому.
Сезона 1988/89. за Петру Кронбергер је била релативно успешна. Освојила је бодове у свим дисциплинама, а најбољи резултат је остварила у комбинацији у Цаухензеу. На Светском првенству 1989. у Вејлу била је седма у комбинацији, осма у супервелеслалому и дванаесто место у спусту, што су били резултати далеко испод њених очекивања.
Прве победе у Светском купу остварује 16. и 17. децембра 1989. у канадској Панорами. Поред ове две забележила је још четири победе, две у слалому и по једну у слалому и комбинацији. Сви ови резултати су јој донели победу укупну победу у Светском купу, прекинувши доминацију Швајцаркиња која је трајала од 1984. Уједно је постала и прва Аустријанка после Анемари Мозер-Прел и сезоне 1978/79. која је освојила велики кристални глобус.

## Победница Светског купа
Током сезоне 1990/91. надмоћ Кронбергерове долази још више до изражаја. Током децембра и јануара побеђује у осам трка (две у спусту, супервелеслалому и слалому и једну у слалому и комбинацији). На тај начин је постала прва скијашица која је успела да у једној сезони оствари победе у свим дисциплинама. На Светском првенству 1991. у Залбах-Хинтерглему је важила за апсолутног фаворита. То је показала у спусту освајањем злата испред Францускиње Натали Бувије, међутим у три дана касније током вожње супервелеслалома оклизнула се шест капија пре циља и тешко повредила колено. Због тога је морала да паузира четири недеље али је то није омело да по други пут убедљиво тријумфује у укупном поретку Светског купа са 117 бодова испред Забине Гинтер.
Наредне сезоне Петра Кронбергер је остварила само две победе и осам пласмана међу прве три али јој је и то било довољно за укупну победу у Светском купу, трећу узастопну. Врхунац те сезоне представљале су Зимске олимпијске игре 1992. у Албервилу. На тим играма освојила је злато у комбинацији и слалому, док јој је у супервелеслалому бронзана медаља измакла за само једну стотинку а у спусту је била пета. У велеслалому је остала без пласмана.

## Повлачење
На почетку сезоне 1992/93. пласирала се међу прве три само у слалому у Стимбоут Спрингсу и остварила је још само два пласмана у првих десет. Повлачење из активног бављења алпским скијањем објавила је 28. децембра 1992. Иако је тада имала само 23 године као разлог за престанак каријере навела је недостатак мотивације.

## После каријере
Након каријере активне спортисткиње Петра Кронбергер се посветила студијама немачке историје на Универзитету у Салцбургу где је радила као асистент. Једно време је живела у Берлину и Хамбургу а након развода од мужа живи у Салцбургу. Данас је активно укључена у образовање одраслих.

### Освојени кристални глобуси
| Сезона | Дисциплина |
| ------ | ---------- |
| 1990   | Укупно     |
| 1991.  | Укупно     |
| 1991.  | Слалом     |
| 1992.  | Укупно     |

### Победе у Светском купу
| Датум              | Место                | Трка            |
| ------------------ | -------------------- | --------------- |
| 16. децембар 1989. | Панорама             | Спуст           |
| 17. децембар 1989. | Панорама             | Спуст           |
| 8. јануар 1990.    | Хинтерштодер         | Велеслалом      |
| 14. јануар 1990.   | Хаус им Енштал       | Комбинација     |
| 28. јануар 1990.   | Валфурва             | Велеслалом      |
| 13. март 1990.     | Вемдален             | Слалом          |
| 1. децембар 1990.  | Вал Цолдана          | Велеслалом      |
| 2. децембар 1990.  | Вал Цолдана          | Слалом          |
| 9. децембар 1990.  | Алтенмаркт им Понгау | Супервелеслалом |
| 21. децембар 1990. | Морзин               | Спуст           |
| 7. јануар 1991.    | Бад Клајнкирхајм     | Комбинација     |
| 13. јануар 1991.   | Крањска Гора         | Слалом          |
| 18. јануар 1991.   | Мерибел              | Спуст           |
| 19. јануар 1991.   | Мерибел              | Супервелеслалом |
| 21. децембар 1991. | Сер-Шеваље           | Спуст           |
| 14. март 1992.     | Панорама             | Спуст           |